# Фан-дер-Флит
Фан-дер-Фли́т (нидерл. Van der Vliet) — дворянский и купеческий род
Дворянская ветвь — потомство Тимофея Ефремовича Фан-дер-Флита, вступившего в службу в 1790 году и происходя чинами, произведён в тайные советники, 2 ноября 1828 года пожалован на дворянское достоинство дипломом, с которого копия хранится в Герольдии.

## Описание герба
Щит разделён горизонтально на две части, в верхней части в чёрном поле означен лев, держащий в лапе серебряную стрелу, острием вверх обращённую, а в нижней в серебряном поле корабль на море с распростёртыми парусами плывущий в левую сторону.
Щит увенчан дворянскими шлемом и короною с тремя страусовыми перьями. Намёт на щите красный и чёрный, подложен серебром.

## Представители рода
- Иван (Иоханнес) Фан-дер-Флит
  - Пётр Иванович
    - Пётр Петрович (1839—1904) — русский физик, с 1880 года профессор СПб. университета
      - Александр Петрович (1870—1941) — известный русский инженер и учёный-механик

    - Константин Петрович (1844—1933) — русский военачальник

  - Ефрем Иванович
    - Тимофей Ефремович (1775—1843) — архангельский вице-губернатор, Олонецкий губернатор
      - Фёдор Тимофеевич (1810—1873)
        - Николай Фёдорович (1840—1896) — директор РОПиТ (1884—1894), меценат

      - Екатерина Тимофеевна (1812—1877) ∞ Михаил Петрович Лазарев (1788—1851) — адмирал

    - Александра Ефремовна ∞ Алексей Михайлович Корнилов (1760—1843)
      - Корнилов, Владимир Алексеевич (1806—1854) — вице-адмирал, герой обороны Севастополя